# Live... Gathered in Their Masses
Live... Gathered in Their Masses è un album dal vivo del gruppo musicale britannico Black Sabbath, registrato al concerto di Melbourne alla Rod Laver Arena del 1º maggio 2013.

## Tracce
DVD/BD
1. War Pigs – 8:33
2. Into the Void – 6:46
3. Loner – 5:58
4. Snowblind – 7:14
5. Black Sabbath – 7:44
6. Behind the Wall of Sleep – 3:32
7. N.I.B. – 6:19
8. Methademic – 5:21
9. Fairies Wear Boots – 6:34
10. Symptom of the Universe (strumentale) / Assolo di batteria – 7:52
11. Iron Man – 7:41
12. End of the Beginning – 8:36
13. Children of the Grave – 6:29
14. God Is Dead? – 8:52
15. Sabbath Bloody Sabbath (intro) / Paranoid – 7:02

CD
1. War Pigs – 8:12
2. Loner – 4:58
3. Black Sabbath – 7:56
4. Methademic – 5:15
5. N.I.B. – 6:11
6. Iron Man – 7:35
7. End of the Beginning – 8:09
8. Fairies Wear Boots – 6:59
9. God Is Dead? – 9:00
10. Sabbath Bloody Sabbath (intro) / Paranoid – 5:04

## Formazione
Gruppo
- Ozzy Osbourne – voce
- Tony Iommi – chitarra
- Geezer Butler – basso

Altri musicisti
- Tommy Clufetos – batteria